# Elizabeth Beisel
Elizabeth Beisel (18 d'agost de 1992) és una universitària estatunidenca i nedadora internacional que s'especialitza en estil esquena i combinat individual. Ha guanyat un total de cinc medalles en competències internacionals més importants, tres d'or, una de plata i una de bronze que abasta els Jocs Olímpics, Mundial de Natació, i el campionat Pan Pacífic. Beisel va competir en els 200 metres esquena i 400 metres de combinat individual als Jocs Olímpics de 2008, quedant en cinquè i quarta, respectivament, al món. Ella és un membre de l'equip olímpic dels Estats Units de 2012, on va guanyar la medalla de plata en els 400 metres de combinat individual i competirà en els 200 metres esquena als Jocs Olímpics de Londres 2012.

## Primers anys
Beisel va néixer a Saunderstown, Rhode Island en 1992, és filla de Ted i Beisel Joan. Es va graduar de la North Kingstown High School a North Kingstown, Rhode Island el 2010. La seva mare era una nedadora universitària de la Universitat de Rhode Island. Beisel ha estat membre de l'Equip de Natació Nacional dels EUA des que tenia 13 anys.

## Jocs Olímpics 2012
En els entrenaments Olímpics dels EUA de 2012, Beisel va classificar pels Jocs Olímpics de Londres, en el primer lloc dels 400 metres de combinat individual femení. En la final, Beisel va registrar un millor temps personal de 4:31.74, col·locant en segon lloc i acabant amb més de dos segons d'avantatge sobre la seva companya d'equip Caitlin Leverenz. Ella també va classificar en els 200 metres esquena, col·locant-se en segon lloc, darrere de Missy Franklin, amb un temps de 2:07.58. En el seu tercer esdeveniment, els 400 metres estilo lliure, Beisel es va situar cinquena en un temps de 4:07.29. Als Jocs Olímpics, Beisel va registrar un temps de 4:31.68 en les preliminars del combinat individual de 400 metres. Ella va rebre una medalla de plata acabant segona, darrere de la xinesa Ye Shiwen amb un temps de 4:31.27 a 4:28.46.